# 정수초등학교
정수초등학교는 대한민국 경상북도 구미시에 있는 초등학교이다. 학교 이름은 박정희 대통령과 육영수 여사의 이름에서 한 글자씩 따서 지었다.

## 학교 연혁
- 2005.11.19 정수초등학교 신설 인가 (개교 22학급 규모)
- 2009.03.01 정수초등학교 개교 (19학급, 유치원 1학급)
- 2009.03.01 초대 윤병직 교장 취임
- 2011.09.01 제2대 김판진 교장 취임
- 2014.02.18 제5회 졸업(84명, 졸업생 총수 459명)
- 2014.03.01 제3대 조승래 교장 부임
- 2014.03.01 초등 20학급, 특수반 1학급, 유치원 1학급 계 22학급 편성
- 2015.03.01 초등 18학급, 특수반 1학급, 유치원 1학급 계 20학급 편성

## 참고 자료
- 정수초등학교 - 한국교육학술정보원 학교알리미